# Skeatia melanostoma
Skeatia melanostoma là một loài tò vò trong họ Ichneumonidae.